# Лившиц, Шлёма Хаймович
Шлёма Хаймович Ли́вшиц (13 февраля 1899, Санкт-Петербург — 26 июля 2004, Ноксвилл, штат Теннесси) — старейший человек, принявший американское гражданство и иммигрант за всю историю США, один из старейших жителей США и России, один из старейших в мире участников Гражданской и Второй мировой войн.

## Биография
Участник Гражданской войны в России; утверждается, что он воевал вместе с Будённым. Участник Великой Отечественной войны, Победу в мае 1945 года встретил в Праге. Кавалер ордена Отечественной войны. Жил в Санкт-Петербурге. Мастер сапожного дела, работал в г. Пушкине.
В США жил с 1996 года, гражданство выдано 17 декабря 2003 года. По словам сына, Владимира, его отец получил гражданство для того, чтобы стать полноценным гражданином и голосовать на выборах.
Ш. Х. Лившиц жил в Ноксвилле (штат Теннесси), и поздравить с получением гражданства в госпиталь, где находился на лечении старейший человек, принимающий американское гражданство, приехали мэр Ноксвилла и члены Конгресса США.